# Tyskgeting
Tyskgeting (Vespula germanica) är en geting som hör till underfamiljen sociala getingar vilka bildar samhällen med drottningar och arbetare. Arten är ursprunglig för palearktiska regionen, där utbredningen omfattar större delen av Europa, Nordafrika och delar av tempererade Asien. Med människan har den introducerats till flera andra delar av världen, på norra halvklotet exempelvis till Island och över Atlanten till USA och Kanada, och på södra halvklotet Australien, Nya Zeeland, Sydafrika, Argentina och Chile. I en del områden dit den oavsiktligt introducerats ses den som ett skadedjur och en invasiv art.

## Kännetecken
Tyskgetingen har svart och gul färgteckning. Huvudet och mellankroppen är svarta med gula teckningar. Bakkroppen är svart med gula tvärband. De gula tvärbanden är breda och de svarta tvärbanden mellan dem är därför ganska smala. Mitt på ovansidan finns i de gula tvärbanden en svart fläck som till formen liknar en pilspets (avsmalnande bakåt) och som vid basen hänger ihop med framförvarande svarta tvärband. För varje gult tvärband finns också två svarta prickar, en på var sida om den pilspetsliknande mittfläcken. Hos drottningar är dessa svarta prickar från och med andra bakkroppssegmentet fristående från framförvarande svarta tvärband. På munskölden, som är gul, har arbetare och drottningar vanligen tre svarta prickar, som sitter ordnade som spetsarna i en triangel. Ibland kan det förekomma att det endast finns en svart prick, men det är sällsynt. Hanarnas munsköld brukar sakna svarta prickar, men ibland förekommer det att en hane har en till tre svarta fläckar på munskölden.
Getingdrottningen hos tyskgeting mäter 17-20 millimeter, arbetarna 12-16 millimeter och hanarna 13-17 millimeter.

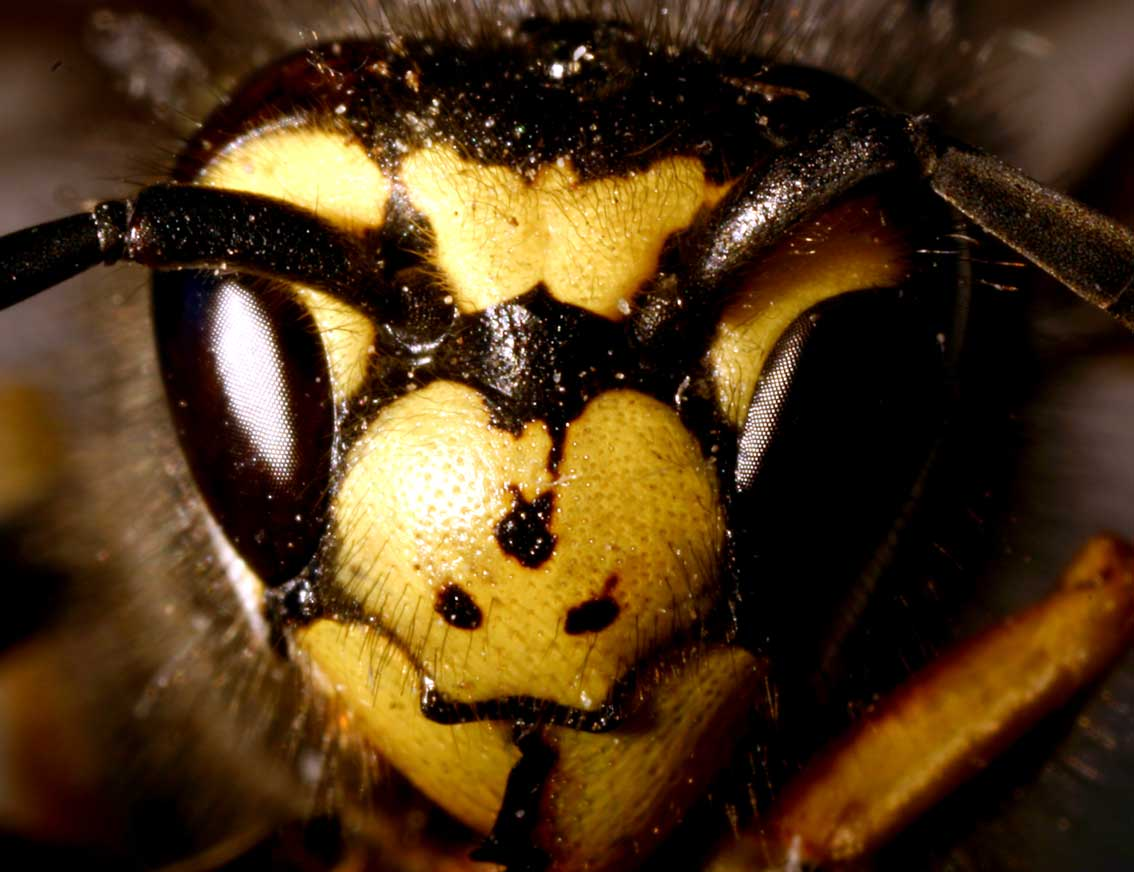
Typiskt huvud hos tyskgeting med tre svarta prickar på munskölden
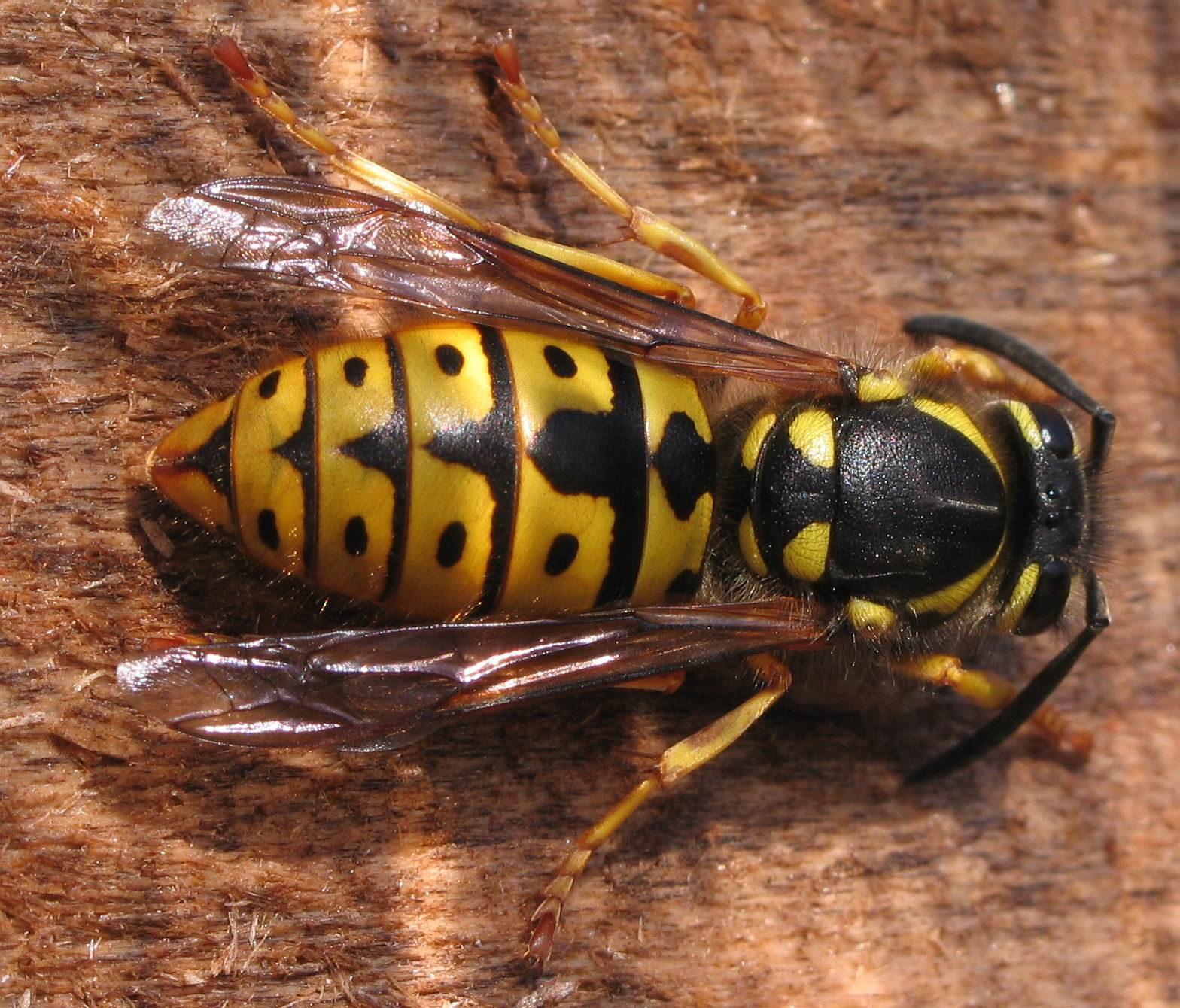
En drottning kan kännas igen på de svarta prickarna på bakkroppen

## Utbredning
Arten är ursprunglig för palearktiska regionen, där utbredningen omfattar större delen av Europa, Nordafrika och delar av tempererade Asien. Med människan har den introducerats till flera andra delar av världen, på norra halvklotet till USA och Kanada, och på södra halvklotet Australien, Nya Zeeland, Sydafrika, Argentina och Chile. I en del områden dit getingen oavsiktligt introducerats ses den som ett skadedjur och en invasiv art, särskilt i varmare områden på södra halvklotet.
I Norden förekommer tyskgetingen i södra Norge, Sverige (norrut till Svealand, och södra Norrlandskusten), södra Finland och Åland, samt i Danmark. På Island förekomst endast som införd.

## Levnadssätt
Tyskgetingen bygger ofta bo i hålor i marken, där boet är gömt och skyddat. Övergivna bon som grävts av små gnagare som sorkar hör till de hålor som nyttjas. Arbetarna kan föra bort jord och utvidga små hålor för att samhället ska kunna växa och boet bli större om hålan där det grundades senare på säsongen blir för liten. Men bon kan även byggas i håligheter i husväggar. Väldigt sällan byggs bon i öppet läge.
Samhällena är ettåriga på norra halvklotet. Övervintrande drottningar kommer i nordiskt klimat fram från omkring mitten av maj. Flygperioden för arbetarna börjar kring slutet av juni eller början av juli och varar till hösten, fram oktober, ibland in i november, varefter de dör. Flest arbetare har samhällena normalt i augusti. Årets hanar flyger från augusti till oktober, ibland in i november. Årets drottningar flyger i augusti och september och övervintrar sedan för att grunda nya samhällen följande vår. 
Först drottningen, och sedan de växt upp arbetarna samlar insekter som flugor, myggor och fjärilslarver till föda åt larverna. För eget behov äter de nektar och söta frukter. Getingarna kan hämta mat upptill 500 m från boet.
I varmare områden på södra halvklotet som Australien och Nya Zeeland begränsar inte alltid klimatet på samma sätt samhällena och det kan där förekomma fleråriga samhällen. Sådana samhällen kan bli mycket stora och innehålla betydligt fler individer än ett ettårigt samhälle.